# Keith Redmon
Keith Redmon é um produtor de cinema estadunidense. Foi indicado ao Oscar de melhor filme na edição de 2016 pela realização da obra The Revenant, ao lado de Arnon Milchan, Steve Golin, Alejandro González Iñárritu e Mary Parent.

## Filmografia
- 2007: Rendition
- 2011: The Beaver
- 2012: The Last Elvis
- 2013: Scenic Route
- 2015: The Revenant
- 2016: Triple 9